# Евангелие Вехамор
Евангелие Вехамор (Веамор, Вегамор, арм. Վեհամոր Ավետարան [Vehamor Avetaran]) — предположительно древнейшая сохранившаяся полноценная армянская рукопись, хранящаяся в Ереване в Институте древних рукописей Матенадаран (№ 10680). На этом Евангелии приносят торжественную клятву президенты Республики Армения во время инаугурации. Слово «Вехамайр» (в родительном падеже — Вехамор) в армянском языке является эпитетом матерей католикосов всех армян: подобное название рукопись получила в честь матери Вазгена I.

## История

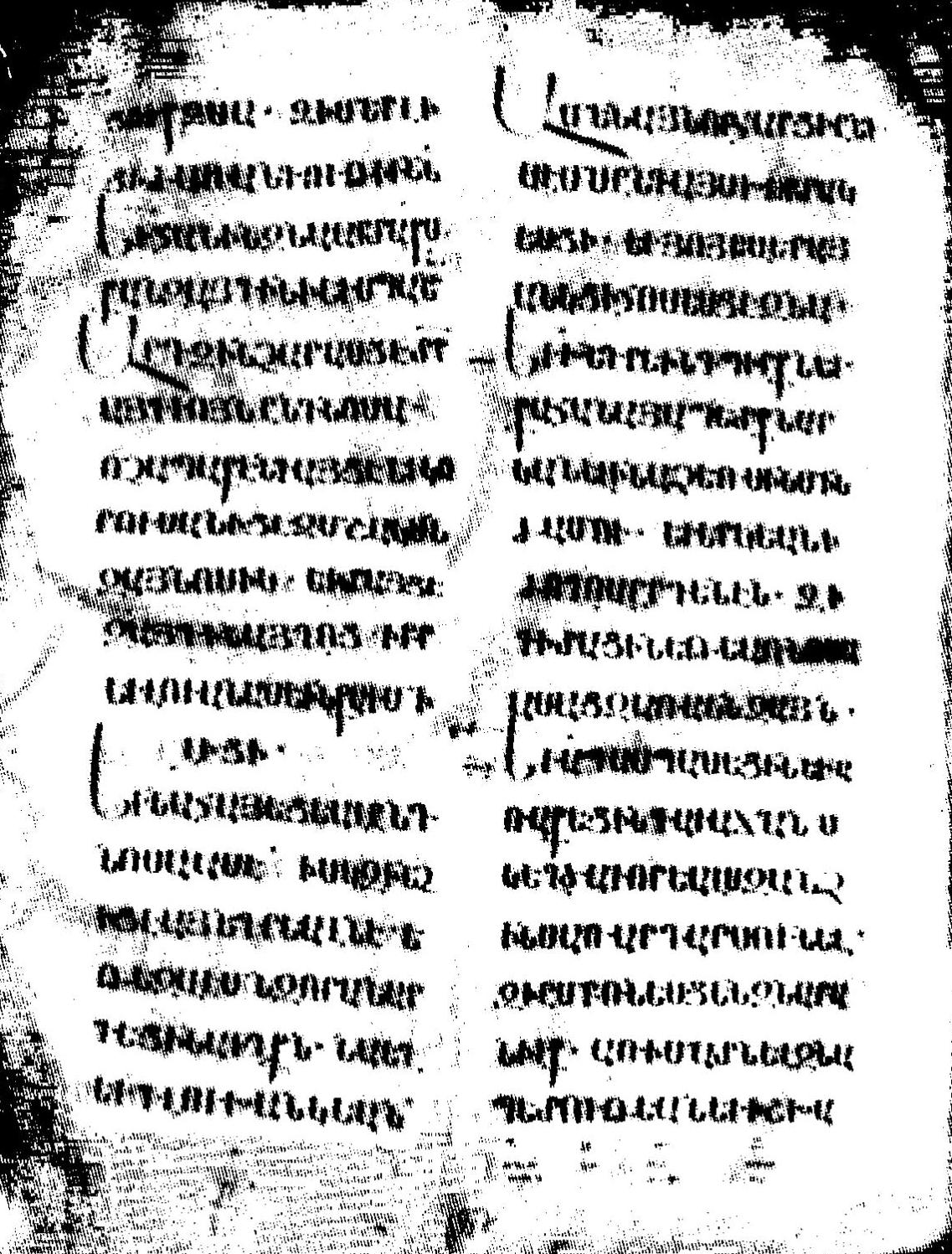
Страница из рукописи

Время и место написания неизвестны. Сохранились две анонимные памятные записи первого составителя, которые, тем не менее, ничего не сообщают о заказчике или дате написания. Согласно одной из этих записей, Евангелие было написано в монастыре Св. Троицы, однако местонахождение этого монастыря не уточняется. Добавленные позже записи проливают свет на историю рукописи. В XIII веке она хранилась в монастыре Авуц Тар (рядом с деревней Гарни), откуда её приобрёл некий Аменаваг в 1294 году. В XV веке рукопись была в монастыре Макеняц (недалеко от Вардениса), в XVI веке попала в село Бананц (ныне Баян, в Азербайджане), где была отреставрирована в 1625 году. Именно здесь её обнаружил епископ Макар Бархударянц в конце XIX века. В 1895 году Бархударянц дал первое письменное описание рукописи, отметив, что она известна среди местного населения как «Старое Евангелие» и «Хранитель». Причём первый эпитет обнаруживается уже в записи 1625 года, а название «Хранитель» связано с повериями местных жителей: они считали, что это Евангелие имело целительную силу, и лечили им больных.
В 1974 году при содействии жительницы Баяна Аси Григорян рукопись была передана предводителю Азербайджанской епархии Армянской апостольской церкви епископу Вагану Теряну. Последний, в свою очередь, 1 января 1975 года подарил её Католикосу всех армян Вазгену I, посвятив подарок светлой памяти матери католикоса. 25 июля того же года Вазген I передал ценный экземпляр на хранение в Институт древних рукописей им. Месропа Маштоца, где манускрипт получил регистрационый номер 10680. Сотрудники Матенадарана, учитывая пожелание епископа Вагана и с согласия католикоса, дали рукописи прозвище «Вехамор» — в честь скончавшейся в 1974 году матери католикоса Вазгена — Сирануйш Палчян, школьной учительницы из Бухареста.
С 1991 года президенты Республики Армения приносят торжественную клятву во время инаугурации на этом Евангелии. Именно эту рукопись из многочисленных кандидатов выбрал первый президент Армении Левон Тер-Петросян, в прошлом научный сотрудник Матенадарана. Для её хранения в здании Матенадарана была выделена отдельная ниша.

## Изучение рукописи
Содержит 257 пергаментных листов. Размеры — 33×25,7 см. Шрифт — еркатагир. Оклад украшен одним большим, позолоченным крестом с пятью камнями, и девятнадцатью маленькими металлическими крестами.
Первые исследования были проведены уже в 1975 году, как только рукопись попала в руки учёных. Работы возглавлял старший научный сотрудник Матенадарана А. Матевосян. Пожелтевшие листы, шрифт еркатагир и известное уже с 1625 года прозвище «Старое Евангелие» указывали на преклонный возраст рукописи, однако результаты палеографического анализа превзошли все ожидания. 
Рукопись оказалась написана двумя почерками (I: л. 1—121, II: л. 122—256), оба писца пользовались древнейшими формами букв армянского алфавита, известными из лапидарных надписей, палимпсестов и небольших манускриптных фрагментов V—VII веков. Это особенно ярко выражалось в буквах Հ, Կ, Վ, Ճ, Զ, Ծ и Փ. Были замечены некоторые сокращения религиозных терминов, вышедшие из употребления в IX—X веках. На ранний период написания указывали также оформление заглавий, формы памятных записей и пунктуация. Определить точное время и место написания оказалось невозможным, однако рукопись несомненно была написана раньше, чем первые известные точно датированные рукописи — «Евангелие царицы Млке» 862 года и «Лазаревское Евангелие» 887 года. А. Матевосян отнёс манускрипт к VII—VIII векам.
Несколько листов, изначально являвшихся частью этого Евангелия, были впоследствии обнаружены в другой рукописи Матенадарана (№ 10668).
Ныне манускрипт считается рядом источников древнейшей полноценной армянской рукописью. Некоторые современные исследователи временем написания называют VII век, однако столь ранняя датировка, как отмечает Петер Коу, нуждается в более обстоятельном изучении. Другие источники пишут о конце VII—начале VIII веков. В качестве terminus ante quem указывается 862 год (дата написания «Евангелии царицы Млке»).
В 2005 году указом правительства Армении рукопись была включена в перечень «Особо ценных культурных ценностей культурного наследия Республики Армения».